# Hipopótamo-europeu
O Hipopótamo-europeu era uma espécie de hipopótamo que viveu por todo a Europa e extinguiu-se algum tempo depois da última idade do gelo. No fim do Pleistoceno esta espécie habitava desde a Península Ibérica até às Ilhas Britânicas e do Rio Reno até à Grécia. O Hipopótamo Europeu era quase do mesmo tamanho e forma que o Hippopotamus gorgops, e ainda muito maior que o comum hipopótamo. Acredita-se que apareceu há cerca de 1,8 milhão de anos.